# 沙克瓦河
沙克瓦河（俄语：Шаква）是俄羅斯的河流，由彼爾姆邊疆區負責管轄，屬於瑟爾瓦河的右支流，河道全長167公里，流域面積約1,580平方公里，河水主要來自融雪。